# هيكارو كوياما
هيكارو كوياما (باليابانية: 小山ひかる؛ بالكانا: こやま ひかる) هي عارضة أزياء ومغنية يابانية، ولدت في 28 يونيو 1991 في كيوتو في اليابان.

## وصلات خارجية
- الموقع الرسمي